# Mycophila fungicola
Mycophila fungicola är en tvåvingeart som beskrevs av Ephraim Porter Felt 1911. Mycophila fungicola ingår i släktet Mycophila och familjen gallmyggor. Inga underarter finns listade i Catalogue of Life.